# Сент-Джонс (Огайо)
Сент-Джонс (англ. Saint Johns) — переписна місцевість (CDP) в США, в окрузі Оґлез штату Огайо. Населення — 181 особа (2020).

## Географія
Сент-Джонс розташований за координатами 40°33′20″ пн. ш. 84°4′49″ зх. д. / 40.55556° пн. ш. 84.08028° зх. д. (40.555460, -84.080211).  За даними Бюро перепису населення США в 2010 році переписна місцевість мала площу 1,01 км², з яких 0,99 км² — суходіл та 0,02 км² — водойми.

## Демографія
Згідно з переписом 2010 року, у переписній місцевості мешкало 185 осіб у 71 домогосподарстві у складі 48 родин. Густота населення становила 183 особи/км².  Було 79 помешкань (78/км²).
Расовий склад населення:
| - 95,1 % — білих - 2,7 % — чорних або афроамериканців |

До двох чи більше рас належало 2,2 %. Частка іспаномовних становила 10,8 % від усіх жителів.
За віковим діапазоном населення розподілялося таким чином: 29,2 % — особи молодші 18 років, 62,7 % — особи у віці 18—64 років, 8,1 % — особи у віці 65 років та старші. Медіана віку мешканця становила 36,5 року. На 100 осіб жіночої статі у переписній місцевості припадало 105,6 чоловіків;  на 100 жінок у віці від 18 років та старших — 101,5 чоловіків також старших 18 років.
Середній дохід на одне домашнє господарство  становив 50 123 долари США (медіана — 60 156), а середній дохід на одну сім'ю — 54 075 доларів (медіана — 60 703). 
Цивільне працевлаштоване населення становило 104 особи. Основні галузі зайнятості: науковці, спеціалісти, менеджери — 37,5 %, оптова торгівля — 17,3 %, роздрібна торгівля — 16,3 %, виробництво — 15,4 %.